# Justin Meldal-Johnsen
Pour les articles homonymes, voir Meldal (homonymie).
Justin Meldal-Johnsen (né en 1970 à Eugene, Oregon, États-Unis) est un bassiste connu surtout pour sa collaboration avec Beck.
Medal-Johnsen a grandi en écoutant les disques de ses parents et a reçu sa première basse à l'âge de douze ans. Après le collège, il a travaillé de nuit en tant que concierge aux studios Cherokee à Los Angeles où il a rencontré Gene Simmons, Lou Reed et David Campbell. À 17 ans, JMJ a commencé à travailler en tant qu'assistant de Campbell et fut présenté à son fils Beck. Ils ont formé une carrière durable ensemble (JMJ était le bassiste et le producteur de Beck pendant presque une décennie).
JMJ a également joué de la basse pour Air, Tori Amos, Garbage, et les Dixie Chicks entre autres. Il a coécrit plusieurs chansons avec la chanteuse Macy Gray, et a produit Gnarls Barkley, gérant leurs tournées en 2006. JMJ a joué dernièrement avec Nine Inch Nails pour leurs deux dernières tournées (jusqu'en 2010). Il a également produit l'album éponyme du groupe Paramore. 
En 2014, il produit l'album Pe'ahi du groupe rock indépendant The Raveonettes.